# Catherine Willows
Catherine Willows (ur. 26 marca 1963) – postać z serialu CSI: Kryminalne zagadki Las Vegas grana przez Marg Helgenberger.
Catherine urodziła się na ranczo w Montanie. Najstarsza ze swojego licznego rodzeństwa; już jako nastolatka mieszkała sama z chłopakiem w mieście. Po utracie rancza przez rodziców musiała radzić sobie sama, bez ich pomocy. Przeniosła się do Las Vegas. Początkowo pracowała jako kelnerka, jednak krótki czas potem odkryła bardziej lukratywne sposoby zarabiania pieniędzy, a mianowicie taniec egzotyczny. Była uwielbiana przez męską część widowni. Tak zarabiała na studia medyczne. W Las Vegas poznała Eddiego, swojego przyszłego męża, z którym się jednak rozwiodła. Jest samotną matką nastoletniej Lindsey. Specjalistka od analiz krwi. Przez 4 lata zastępczyni Grissoma, potem kierowała swoim zespołem, w 6 roku wróciła na poprzednie stanowisko. W 7 serii zostaje ponownie szefową grupy z powodu wyjazdu Gilla w celach zdrowotnych. W drugim odcinku 7 serii zrozpaczony bankrut zabija jej ojca, Sama, a Catherine jest świadkiem zabójstwa.